# Ropa (medycyna)

Ropień wypełniony ropą

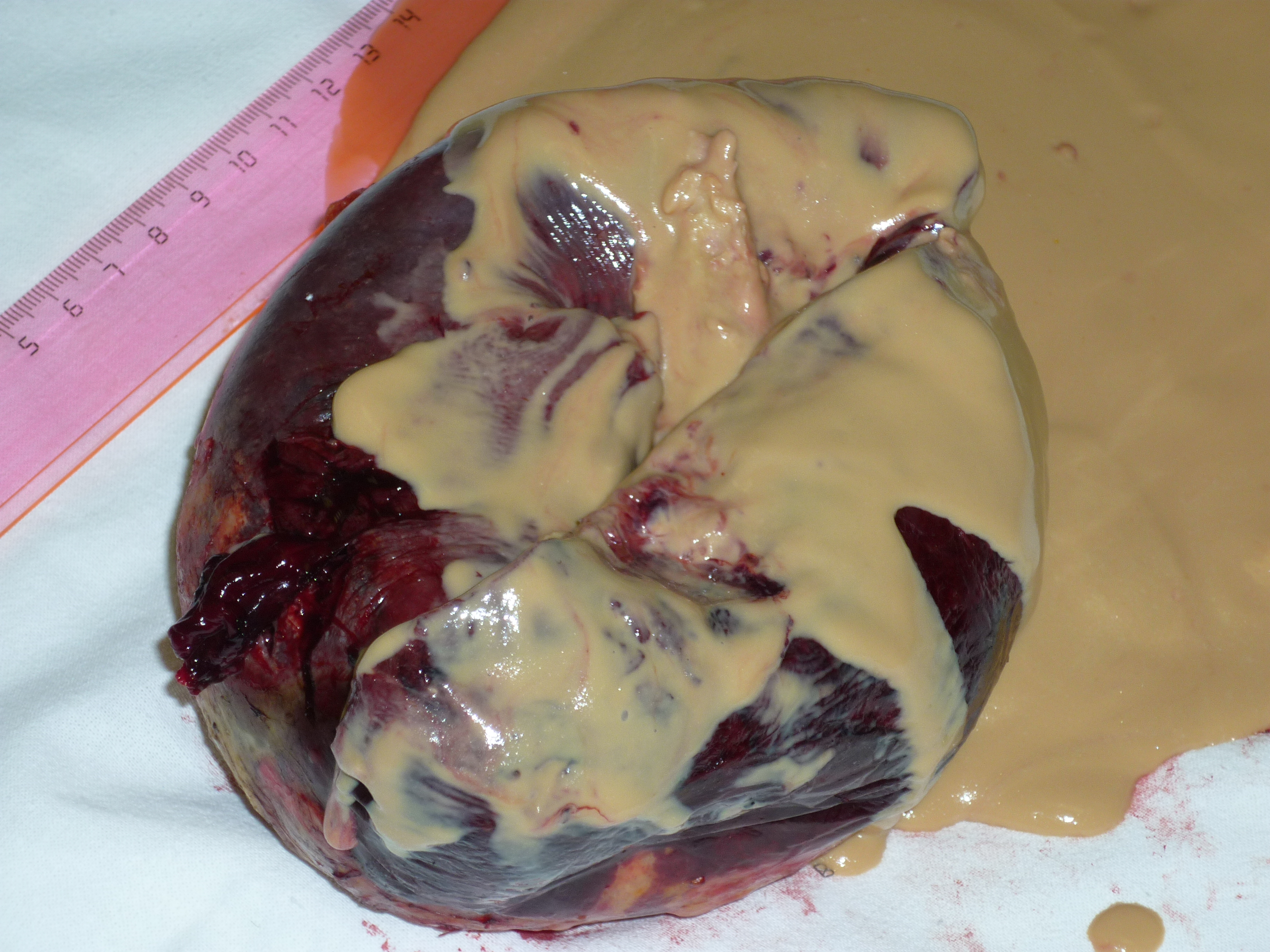
Ropień śledziony (przy rozkrojeniu organu ujawniła się ropa)

Ropa (łac. pus) – gęsta, mętna i lepka ciecz o odczynie alkalicznym, powstająca w wyniku procesu zapalnego spowodowanego miejscowym zakażeniem bakteryjnym. W zależności od miejsca zbierania się ropy i przyczyny powstania może charakteryzować się nieprzyjemnym zapachem. Jej zabarwienie zależy od źródła stanu zapalnego i najczęściej jest żółte, brunatne, zielonkawe, brudnobiałe, a czasami nawet niebieskie (w przypadku zakażenia pałeczką ropy błękitnej). W skład ropy wchodzą głównie: wysięk, bakterie, szczątki obumarłej tkanki oraz leukocyty.